# Sylvie Fleury
Pour les articles homonymes, voir Fleury.
Sylvie Fleury, née le 24 juin 1961 à Genève, est une artiste contemporaine suisse, connue pour ses installations.
Les œuvres de Sylvie Fleury s'appuient généralement sur l'exposition d'objets a priori investis dans la société d'une forte valeur esthétique et d'un attachement sentimental (voir sexuel ou fétichiste) : des installations ou photographies de chaussures à talon (Carwash, 1995), l'agrandissement de couvertures d'un magazine érotique Playgirl, l'exposition de luxueuses automobiles américaines (souvent repeintes, parfois compressées), des sculptures représentant des bâtons de rouges à lèvres géants, des fusées… Dans ces œuvres, on retrouve souvent des teintes identiques issues de la palette de produits de maquillage, et des fourrures synthétiques (aux couleurs vives et à longs poils) qui recouvrent les objets.

## Biographie
Après avoir suivi une école de photographie à New York à la fin des années 1980, Sylvie Fleury, de retour à Genève et sous le pseudonyme de Silda von Braun, monte une collection d'objets arborant le sigle de la Croix-Rouge. 
Autodidacte et sans formation artistique, Sylvie Fleury débute en tant qu'assistante de John M. Armleder.
Elle s'apparente aux mouvements proches du Postmodernisme et du "post-Pop" par le biais de la sculpture et de l'installation avec des œuvres à fort impact visuel et qui a trait au domaine de l'apparence. 
Sa démarche peut rappeler celles d'Andy Warhol ou de Marcel Duchamp. En s'appropriant les produits de luxe, elle offre un regard artistique et critique sur la société de consommation .

## Analyse de quelques œuvres

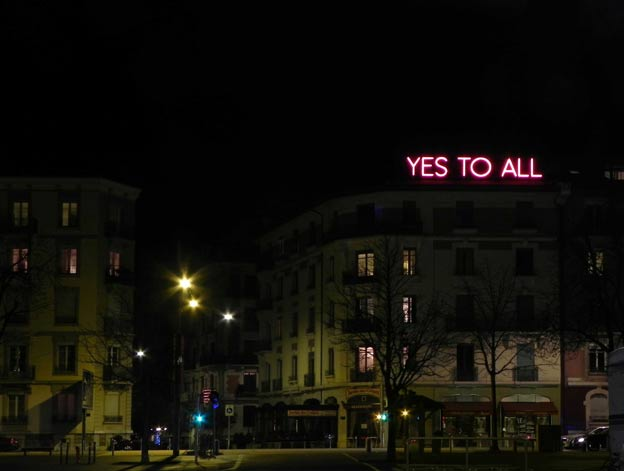
YES TO ALL, Sylvie Fleury, 2007, dans le cadre de Neon Parallax, Plaine de Plainpalais, Genève
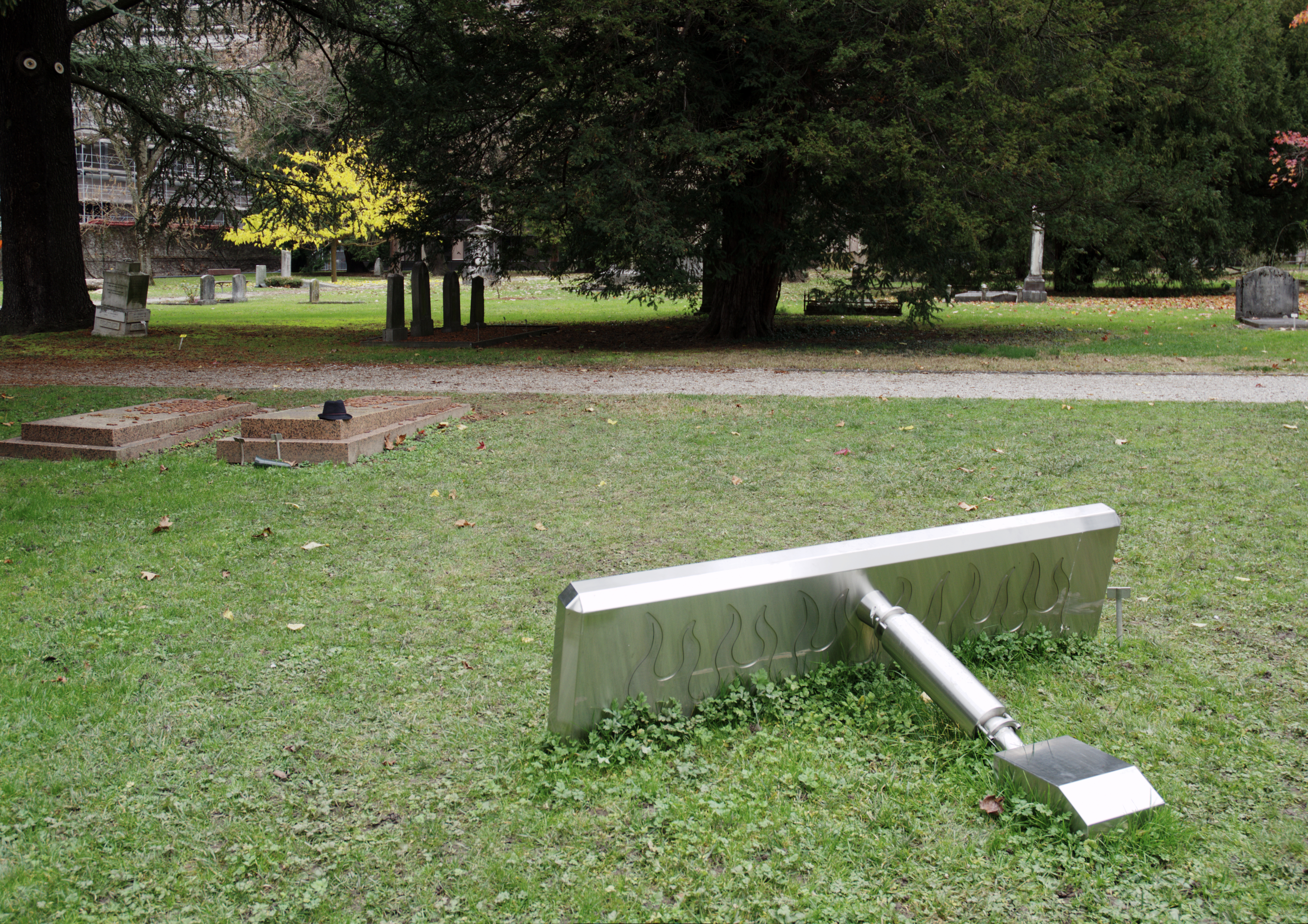
Eternity Now, Sylvie Fleury. 2016, dans le cadre de Open End, Cimetière des Rois, Genève

Ailleurs, Sylvie Fleury présente par exemple de luxueuses voitures américaines (symbole et cliché d'une vie américaine, mais également véhicule communément importé en Suisse), des produits cosmétiques et ses célèbres Shopping Bags (sacs d'achat). Ces éléments souvent liés les uns aux autres, soulignent les processus d'esthétisation en jeu, de fascination. Le spectateur retrouve ainsi les motifs de flammes stylisées qui ornent certaines automobiles (concept du customizing (en), et plus particulièrement celui du tuning pour les automobiles) repris dans des peintures murales, des porte-clefs d'automobile reprenant des marques de mode (la Chevrolet 1967 et son porte-clés Chanel), des automobiles « maquillées » c'est-à-dire recouvertes de peinture rose (Skin Crimes 1997) ou carmin (les carcasses compressées de Hot Heels 1998) — couleurs du vernis à ongles, des tubes de rouge à lèvres (sculptures géantes, dans l'installation Hot Heels) et des fards à paupière (Performance Chanel eyeshadows, 1993). Confirmant cette analyse, la voiture compressée de 1997 intitulée Skin crime 2 (Givenchy 601) se réfère de manière formelle, par son titre, à une collection de rouges à lèvres de la marque Givenchy.[réf. nécessaire]
Les références à des œuvres artistiques ou de mode sont fréquentes. On note entre autres des renvois à la fente de Lucio Fontana, les compositions de Mondrian (Composition avec Jaune et Bleu, 1993) ou la répétition de boîtes de Warhol (Slimfast (Délice de vanille) 1993 ou First Spaceship on Venus 1996), dont le principe serait, selon Liam Gillick d'offrir un « jeu linguistique pour ceux qui ont du mal à situer l'art par rapport à leur voiture ou à leur montre. »

### Féminisme
Pour Markus Brüderlin, il est pertinent de s'interroger sur l'engagement de l'œuvre de Fleury, parce qu'issue d'une sensibilité féminine, dans une période où l'art contemporain s'engageait dans le social et le politique (années 1980 et 1990). Selon lui, bien que Sylvie Fleury aime à se produire parfois comme une « femme de luxe », elle ne prétendrait ni être une victime de la mode, ni cette femme-objet décriée par les discours classiques féministes. Au contraire, Fleury se présenterait comme sujet de désir, « communiquant ainsi à son œuvre, des énergies émancipatrices » et prenant le shopping et le maquillage « comme des actes de plaisir », revendiquant ainsi son droit à la consommation et à l'hédonisme, selon les principes d'un néo-féminisme.
La question du féminisme réapparaît avec ses séries d'installations First Spaceship on Venus (1995), évidentes métaphores phalliques : des fusées au corps bombé, dressées verticalement, sculptures de plus de 3 m de hauteur, stylisée d'après le film de science-fiction First Spaceship on Venus (1960). Les fusées de couleur rose et rouge comme du vernis à ongle émettent une musique provenant de groupes rock de filles.

### Capitonnage
De nombreuses œuvres de Sylvie Fleury sont recouvertes de peinture, ou de fourrure synthétique à long poils, selon un principe de « capitonnage », qui selon Markus Brüderlin, souligne le processus décoratif dans la production industrielle (industrie culturelle) et le détournement des œuvres d'art comme simple motif pour le design. 
À l'exemple, des œuvres de Sylvie Fleury reprennent le motif des toiles du peintre Mondrian : en recouvrant les rectangles de couleurs par de la fourrure colorée, ou comme motif décoratif d'une série de bottines. Ce détournement rappelle également, le motif des toiles de Mondrian repris dans certains logos des produits cosmétiques de la marque L'Oréal.

## Citation
« Dix ans plus tard, ces Shopping Bags me semblent être parmi les seules formes sévèrement déconcertantes, radicalement inépuisables et irrémédiablement belles de ces dernières décennies — comme le sont les Stacks et les Candies Pieces de Félix González-Torres, ou les objets superposés de Bertrand Lavier. » — Éric Troncy, « The better you look »